# Letališče Ajševica (1915–1916)
Po maju 1915 in vojni napovedi Italije, se je Avstroogrska obramba morala sorazmerno hitro organizirati in postaviti nove okope. Opuščeno je bilo letališče Gorica in letalske enote so se morale nastaniti na novo lokacijo.
Poznavanje terena je pripomoglo k vzpostavitvi letališča pri Ajševici, ki je imelo odlično lego za obrambo goriškega mostišča.
Enote na letališču:
- Fliegerkompagnie 2 (junij 1915 – avgust 1916)
- Fliegerkompagnie 4 (junij 1915 – avgust 1916)
- Fliegerkompagnie 8 (marec 1916)
- Fliegerkompagnie 12 (julij 1915 – avgust 1916)
- Fliegerkompagnie 19 (februar – avgust 1916)